# Bienvenido Marañón
Bienvenido Marañón Morejón, noto anche come Bienve (El Puerto de Santa María, 15 maggio 1986), è un calciatore spagnolo naturalizzato filippino, centrocampista del Chanthaburi e della nazionale filippina.

## Carriera

### Club
In carriera ha giocato 44 partite nelle coppe asiatiche, di cui 37 per la Coppa dell'AFC e 7 nei turni preliminari per l'AFC Champions League.

### Nazionale
Nel 2021, a seguito della naturalizzazione, ha esordito con la nazionale filippina.

## Statistiche

### Cronologia presenze e reti in nazionale
| Cronologia completa delle presenze e delle reti in nazionale ― Filippine | Cronologia completa delle presenze e delle reti in nazionale ― Filippine | Cronologia completa delle presenze e delle reti in nazionale ― Filippine | Cronologia completa delle presenze e delle reti in nazionale ― Filippine | Cronologia completa delle presenze e delle reti in nazionale ― Filippine | Cronologia completa delle presenze e delle reti in nazionale ― Filippine | Cronologia completa delle presenze e delle reti in nazionale ― Filippine | Cronologia completa delle presenze e delle reti in nazionale ― Filippine |
| Data                                                                     | Città                                                                    | In casa                                                                  | Risultato                                                                | Ospiti                                                                   | Competizione                                                             | Reti                                                                     | Note                                                                     |
| ------------------------------------------------------------------------ | ------------------------------------------------------------------------ | ------------------------------------------------------------------------ | ------------------------------------------------------------------------ | ------------------------------------------------------------------------ | ------------------------------------------------------------------------ | ------------------------------------------------------------------------ | ------------------------------------------------------------------------ |
| 8-12-2021                                                                | Kallang                                                                  | Filippine                                                                | 1 – 2                                                                    | Singapore                                                                | AFF Suzuki Cup 2020                                                      | -                                                                        | 76’                                                                      |
| 11-12-2021                                                               | Kallang                                                                  | Timor Est                                                                | 0 – 7                                                                    | Filippine                                                                | AFF Suzuki Cup 2020                                                      | 1                                                                        | 46’                                                                      |
| 14-12-2021                                                               | Kallang                                                                  | Filippine                                                                | 1 – 2                                                                    | Thailandia                                                               | AFF Suzuki Cup 2020                                                      | -                                                                        | 90’                                                                      |
| 18-12-2021                                                               | Yangon                                                                   | Birmania                                                                 | 2 – 3                                                                    | Filippine                                                                | AFF Suzuki Cup 2020                                                      | 3                                                                        | 84’                                                                      |
| Totale                                                                   |                                                                          | Presenze                                                                 | 4                                                                        |                                                                          | Reti                                                                     | 4                                                                        |                                                                          |

## Palmarès

### Club

#### Competizioni nazionali
- United Football League: 1

Ceres-Negros: 2015
- Philippines Football League: 3

Ceres-Negros: 2017, 2018, 2019